# 겐카이 (유유백서)
겐카이(幻海)는 《유유백서》에 등장하는 등장인물으로, 국내명은 치퉁.

## 소개
성우 - 최문자
유스케의 스승님. 실력이 뛰어나다. 암흑무술대회에서는 얼굴을 가리고 복면이라는 이름을 사용해 유스케 팀의 멤버가 된다. 자신의 힘 기술을 유스케에게 모두 전수한 뒤 도구로에게 도전하나 패배해서 목숨을 잃는다. 결승전에는 푸에게 빙의하여 유스케를 충고하고 나중에는 다시 부활하게 된다.
- 어린 겐카이(젊은 치퉁)

성우 - 하야시바라 메구미
겐카이의 어린 시절. 겐카이가 나이가 많이 들고 영력을 최대로 끌면 이 모습으로 변신. 시합에서 진 시시와카마루는 첫눈에 반해서 그의 제자가 된다.